# Phare de Windmill Point
Le phare de Great Wicomico River (en anglais : Great Wicomico River Light), est un phare offshore situé à l'embouchure de la rivière Rappahannock, dans la baie de Chesapeake, comté de Lancaster en Virginie.

## Historique
Ce phare a été érigé en 1869 pour remplacer le dernier des trois bateaux-phares stationnés à cet endroit marquant, à la fin de la rivière de Rappahannock, un haut-fond s'étendant vers l'est à partir de Windmill Point. Ces bateaux-phares ont été stationnés à partir de 1839, les premiers ayant été saisis par les confédérés pendant la guerre de Sécession  Comme il était typique d’un endroit aussi exposé, la glace était une menace sérieuse et la lumière a été gravement endommagée à l’hiver 1917-1918, les réparations n’ayant été achevées qu’en 1921. L'automatisation intervint en 1954 et la maison-phare fut retirée au profit d'une tour à claire-voie en 1965. Comme pour le phare de Stingray Point, un groupe privé en acheta des parties dans l'espoir de le remonter à terre. Le propriétaire n'a pas été en mesure de mener à bien son plan. La tour et les fondations d'origine restent en service.
À partir de l'hiver 2007-2008, les anciennes poutres du phare d'origine ont été supprimées et remplacées par un seul caisson en béton avec une tourelle métallique de à claire-voie, balise et plaques de signalisation diurne . L'enrochement de la lumière d'origine entoure la nouvelle structure, située au niveau de la mer et parfois invisible. 
Le dimanche 25 mai 2008, un voilier s'est échoué sur ces rochers et a demandé l'assistance de l'USCG et du Sea Tow (en). Le vendredi 11 octobre 2019, un autre voilier s'est échoué sur ces rochers et a dû être remorqué par la Marine Conservation Police.
Identifiant : ARLHS : USA-898 ; USCG : 2-7330 ; Admiralty : J1644 

### Lien connexe
- Liste des phares en Virginie